# Khalifah al-Dawsari
Khalifah bin Adil bin Rashed Al-Ammari Al-Dawsari (arabisch خليفة الدوسري, DMG Ḫalīfa ad-Dausarī; * 2. Januar 1999 in Dhahran) ist ein saudi-arabischer Fußballspieler.

## Karriere

### Verein
Er wechselte zur Saison 2021/22 von al-Qadisiyah zu al-Hilal.

### Nationalmannschaft
Mit der U20 spielte er bei der U-19-Asienmeisterschaft 2018, als er im letzten Gruppenspiel zum Einsatz kam. Bei der Weltmeisterschaft 2019 spielte er in allen drei Gruppenspielen durch.
Bei den Olympischen Spielen 2020 in Tokio spielte er in den ersten beiden Gruppenspielen als Einwechselspieler kurz vor dem Ende und im letzten Spiel in der Startelf.